# Себастьян Коу
Себастьян Коу, барон Коу (англ. Sebastian Coe, 29 вересня 1956) — колишній британський легкоатлет, бігун на середні дистанції, рекордсмен світу та олімпійський чемпіон; британський політик та спортивний функціонер, лицар-командор Ордену Британської імперії. З 2015 року - президент World Athletics, із 2022 року підтримує Україну під час повномасштабного вторгнення, відсторонивши росіян та білорусів від участі в змаганнях аж до заборони виступів під нейтральним прапором.

## Виступи на змаганнях
| Дата | Змагання               | Місто        | Місце | Дистанція | Результат | Дата      |
| ---- | ---------------------- | ------------ | ----- | --------- | --------- | --------- |
| 1980 | Літні Олімпійські ігри | Москва       | II    | 800 м     | 1.45,9    | 26 липня  |
| 1980 | Літні Олімпійські ігри | Москва       | I     | 1500 м    | 3.38,4    | 26 серпня |
| 1984 | Літні Олімпійські ігри | Лос-Анджелес | II    | 800 м     | 1.43,64   | 6 серпня  |
| 1984 | Літні Олімпійські ігри | Лос-Анджелес | I     | 1500 м    | 3.32,53   | 11 серпня |

## Рекорди

### Світу
800 метрів
- 1.42,4 мін. — 05.07.1979 (Осло)
- 1.41,73 мін. — 10.06.1981 (Флоренція)

### Особисті
- 400 метрів: 46,87, 14 липня 1979, Лондон
- 800 метрів: 1.41,73, 10 червня 1981, Флоренція
  - в критому приміщінніі: 1.44,91, 12 березень 1983, Косфорд
- 1000 м: 2.12,18, 11 липня 1981, Осло
  - в критому приміщінніі: 2.18,58, 19 березня 1983, Осло
- 1500 м: 3.29,77, 7 вересня 1986, Рієті
- 1 миля: 3.47,33, 28 серпня 1981, Брюссель
- 2000 м: 4.58,84, 5 червня 1982, Бордо
- 3000 м (в критому приміщінніі): 7.54,32, 8 березня 1986, Косфорд